# 정관조
정관조(鄭觀朝, 1860년 1월 ~ ?)는 대한제국의 군인이자 일제강점기의 관료로, 본적은 평안남도 평양부 전구리이다.

## 생애
1880년 무과에 합격했으며 1896년 4월 평양 진위대대 향관(餉官), 1897년 9월 평양 진위대대 중대장, 1901년 3월 진위 제4연대 제3대대 대대장, 1902년 6월 궁내부 참령으로 복무했다. 1907년 11월 장예원 전사로 임명되었고, 1917년 10월 제국군인후원회 특별위원에 추천되었다.
1918년 평안은행 발기인(1918년 11월), 평양 기성다화회(箕城茶話會) 상임위원, 평양 공회당(公會堂)건설위원회 실시위원(1918년 12월), 1919년 조선농사개량회사 발기인(1919년 9월), 1920년 1월 평양은행주식회사 발기인 등을 역임했으며, 1920년 12월 25일과 1924년 4월 1일, 1927년 4월 1일, 1930년 4월 1일 네 차례에 걸쳐 평안남도 관선 도평의회원으로 선출되었다. 1925년 11월 조선불교단 평양지부 고문으로 선임되었고, 1933년 평안남도 도평의회원 대표로 국민협회의 참정권 청원 건백서에 서명했다.
1933년 6월 3일부터 1936년 6월 2일까지 조선총독부 중추원 참의를 역임했으며, 1933년 7월 중추원 시정연구회 제도부 위원으로 활동했다. 1935년 제16회 중추원 회의에서 조선의 징병령 실시를 제안했고, 1928년 11월 16일 일본 정부로부터 쇼와대례기념장, 1935년 10월 조선총독부로부터 시정 25주년 기념표창 및 은배를 받았다.
친일파 708인 명단의 중추원 부문, 민족문제연구소의 친일인명사전 수록자 명단의 중추원 부문, 친일반민족행위진상규명위원회가 발표한 친일반민족행위 705인 명단에 포함되었다.

## 참고 자료
- 친일반민족행위진상규명위원회 (2009). 〈정관조〉. 《친일반민족행위진상규명 보고서 Ⅳ-15》. 서울. 866~874쪽.